# Sean Furey
Sean Furey (ur. 31 sierpnia 1982) – amerykański lekkoatleta specjalizujący się w rzucie oszczepem.
W 2009 zajął trzecie miejsce w mistrzostwach Stanów Zjednoczonych i tym samym wywalczył awans do reprezentacji USA na mistrzostwa świata. Podczas tych zawodów z wynikiem 74,51 zajął ostatecznie dwunaste miejsce w finale (w eliminacjach zanotował lepszy rezultat – 79,28). 
Rekord życiowy: 83,08 (25 czerwca 2015, Eugene). 